# Metanol
 Ikke at forveksle med Etanol, Metan og Mentol.
Metanol, methanol (Kemisk Ordbog) eller træsprit (trivialnavn) er en organisk forbindelse, som klassificeres som en alkohol. Ved stuetemperatur og atmosfærisk tryk er stoffet en farveløs, forholdsvis flygtig væske. Modsat ethanol, som ofte forbindes med ordet "alkohol", er methanol yderst giftigt at drikke. Methanol kan brænde i den iltholdige, atmosfæriske luft under dannelse af carbondioxid og vand. Det brænder med en næsten usynlig flammefarve. Metanol kan blandt andet bruges til brændstof og i forskellige industrielle processer.
Grøn metanol eller e-metanol er metanol, der er fremstillet ved hjælp af strøm fra vedvarende energikilder og derfor er klimaneutral. Grøn metanol kan spille en rolle i den grønne omstilling som brændstof til tung transport o.l., hvor elektricitet ikke kan anvendes direkte.

## Produktion
Historisk er metanol blevet fremstillet ved tørdestillation af træ, hvilket har ført til navnet træsprit. I dag fremstilles metanol primært ved hjælp af to forskellige metoder, dels såkaldt hydrogenering af kulilte (metanolsyntese), og dels ved delvis iltning af kulbrinte fra naturgas.

### Fra syntesegas
Carbonmonoxid og hydrogen kan reagere over en katalysator og producere metanol. I dag er den mest almindelige katalysator til dette en blanding af kobber og zinkoxider på aluminium, hvilket blev brugt første gang af ICI i 1966. Ved 5–10 MPa (50–100 atm) og 250 °C, er reaktionen karakteriseret af høj selektivitet (>99.8%):
CO + 2 H2 → CH3OH
Produktionen af syntesegas fra metan producerer 3 mol hydrogen for hver mol carbonmonoxid, hvor syntesegas kun forbruger to mol af hydrogengas per mol carbonmonoxid. En måde at håndtere med den overskydende hydrogen er at injicere carbondioxid ind i metanol-syntesereaktoren, hvor det reagerer og danner metanol efter følgende reaktionsligning:
CO2 + 3 H2 → CH3OH + H2O
Selve reaktionsmekanisme i processen sker ved at CO bliver omdannet til CO2, som herefter bliver hydrogeneret:
CO2 + 3 H2 → CH3OH + H2O
hvor H2O er et biprodukt der bliver genbrugt ved vand-gas skiftereaktion
CO + H2O → CO2 + H2,
Dette giver den overordnede reaktion, som er angivet ovenfor.
CO + 2 H2 → CH3OH

### Biosyntese
Den katalytiske omdannelse af metan til metanol sker ved hjælp af enzymer inklusive metanmonooxygenase. Disse enzymer er en blanding af oxygenaser dvs. oxygenering koblet med produktionen af vand og NAD+.
CH4 + O2 + NADPH + H+ → CH3OH + H2O + NAD+
Både Fe- og Cu-afhængige enzymer er blevet karakteriseret. Der er blevet udført mange forsøg på at emulere denne reaktivitet, men det har ikke ført nogle positive resultater med sig. Metanol er nemmere at oxidere end metanen, så reaktionen er ikke særlig selektiv. Der findes strategier til at omgå dette problem, hvilket bl.a. inkluderer Shilov systemer og zeolitter med Fe og Cu. Disse systemer efterligner ikke nødvendigvis de mekanismer der sker ved metalloenzymer, men er i højere grad inspireret af disse. Aktive sites kan variere kraftigt fra dem der kendes fra enzymerne. Eksempelvis er et dinukleo-aktivt site blevet foreslået til sMMO-enzymet, mens mononuklea jern (alpha-Oxygen) er foreslået til Fe-zeolitten.

### E-metanol
E-metanol (E'et står for "elektrisk") eller grøn metanol er metanol, som produceres ved hjælp af elektrisk energi fra vedvarende energianlæg. Det er dermed et klimaneutralt brændstof, som kan spille en rolle i den grønne omstilling. Metanolen kan eksempelvis bruges som brændstof i skibe og anden tung transport, hvor elektricitet ikke kan anvendes direkte, ligesom metanolen kan erstatte fossilt materiale i forskellige produktionsprocesser, således til fremstilling af plastic. E-metanolen fremstilles ved først at omdanne vand til brint og ilt ved hjælp af grøn elektricitet. Derefter kan brinten ved hjælp af en katalysator sammen med CO₂ fra biogasanlæg omdannes til metanol og vand. En fordel ved e-metanol fremfor f.eks. brint, som også kan bruges som brændstof, er, at metanol er flydende ved stuetemperatur og derfor nemt kan opbevares og transporteres, når det skal bruges.
Fremstillingen af e-metanol er et eksempel på en power-to-X-teknologi. I maj 2025 åbnede Kassøværket i Sønderjylland, som på det tidspunkt var verdens første fabrik, der producerede e-metanol i stor skala.

## Anvendelser
Methanol bruges som:
- Antifrostvæske
- Brændstof, bl.a. i radiostyrede modelfly, speedwaymotorcykler, racerbiler og skibe[11][12][13]
- Opløsningsmiddel
- Råstof i produktionen af andre kemikalier, herunder formaldehyd
- Denatureringsmiddel i f.eks. ethanol (husholdningssprit)
- Brændstof til brændselsceller

## Sundhed og sygdom
Methanol nedbrydes i leveren til formaldehyd og myresyre, som kan medføre blindhed og i værste fald døden. Ud over gennem fordøjelsessystemet og luftvejene kan methanol også trænge ind i kroppen gennem huden. Udsættes man regelmæssigt for dampe eller direkte hudkontakt med stoffet, ophobes det i kroppen til skadelige koncentrationer.
Giftvirkningen indtræder først nogle timer efter indtagelse, så det er vigtigt ved formodet forgiftning at kontakte lægen hurtigst muligt: En af behandlingsmetoderne er indtagelse af ethanol i rigelige mængder. Behandlingen holder populært sagt leveren travlt beskæftiget med at nedbryde ethanol, så tempoet for nedbrydningen af methanol sænkes. Derved holdes koncentrationerne af de giftige nedbrydningsprodukter nede under de faretruende niveauer. Der forekommer dødsfald som følge af methanolindtagelse rundt omkring i verden.[kilde mangler]